# Muros de Durrington
Los Muros de Durrington (Durrintong Walls en inglés) es el sitio de un gran asentamiento neolítico y posterior recinto henge ubicado en el sitio del Patrimonio Mundial de Stonehenge en Inglaterra. Se encuentra 2 millas (3,2 km) al noreste de Stonehenge en la parroquia de Durrington, justo al norte de Amesbury en Wiltshire . El henge es el segundo recinto empalizado del Neolítico tardío más grande conocido en el Reino Unido, después de Hindwell en Gales.
Entre 2004 y 2006, las excavaciones en el sitio realizadas por un equipo dirigido por la Universidad de Sheffield revelaron siete casas. Se ha sugerido que el asentamiento pudo haber tenido originalmente hasta 1000 casas y quizás 4000 personas, si se utilizó toda el área cerrada. El sitio estuvo poblado durante unos 500 años, comenzando en algún momento entre c. 2800 y 2100 a. C.
El sitio puede haber sido el asentamiento más grande del norte de Europa durante un breve período. Entre 2010 y 2014, una combinación de nueva tecnología y excavaciones reveló 500 metros (546,8 yd) -Henge de diámetro construido en gran parte de postes de madera. La evidencia sugiere que este complejo fue un monumento complementario a Stonehenge.
En 2020, un estudio geofísico descubrió una serie de pozos, algunos sumideros naturales y otros aparentemente modificados para contener maderas masivas, interpretadas como pertenecientes a un 1,2 millas (1,9 km) círculo o circuito de 10 metros (10,9 yd) pozos de la edad neolítica. Si esta interpretación es correcta, este sería el monumento prehistórico más grande de Gran Bretaña.

## Etimología
El nombre proviene de la parroquia civil en la que se encuentra el sitio: Durrington, que significa "la granja de la gente de los ciervos" («hacedor»: ciervo, «ing»: pueblo / tribu, "tun": granja / asentamiento ), y los grandes henge bancos que lo rodean El prefijo "Dur" se encuentra comúnmente en esta parte de Inglaterra; la tribu celta Durotriges habitó esta zona antes de ser derrotados por los romanos a mediados del siglo I CE Además, Dorchester se conocía originalmente como Durnovaria, y en esta región se encuentran ciudades más pequeñas con nombres relacionados (p. ej., Durweston) y ubicaciones (p. ej., Durborough Farm).

## Contexto
Lo que queda visiblemente de Durrington Walls hoy en día son las 'paredes' del monumento henge : los restos erosionados de la pendiente interior del banco y la pendiente exterior de la zanja interna. Esto ahora aparece como una cresta que rodea una cuenca central. En el lado este, la zanja y el banco separados son mucho más perceptibles, aunque muy erosionados por el arado. Originalmente la zanja tenía unos 5,5 metros (6 yd) de profundidad, 7 metros (7,7 yd) de ancho en su parte inferior y 18 metros (19,7 yd) de ancho en la parte superior. El banco tenía en algunas áreas 30 metros (32,8 yd) ancho. Había dos entradas a través del banco y la zanja, en los extremos noroeste y sureste. También puede haber habido una entrada al sur y al noreste, aunque estos pueden haber sido bloqueados deliberadamente.
El henge encerraba varios círculos de madera y recintos más pequeños, no todos los cuales han sido excavados. Se han encontrado varios pisos de casas neolíticas al lado y debajo de la orilla este del henge. Su densidad sugiere que había un pueblo muy grande en la orilla inclinada del río de este lado.
El henge se construyó en un terreno elevado que se inclina hacia el sureste hacia una curva en el río Avon y, por lo tanto, es considerablemente más alto en su lado noroeste que en su borde sureste. La entrada sureste tiene aproximadamente 60 metros (65,6 yd) de la orilla del río.
El henge tiene dos carreteras que lo atraviesan: una antigua carretera de peaje y una carretera peraltada moderna construida en 1967. En el pasado, se construyeron cuarteles militares en el extremo nororiental del henge. Algunas casas fueron construidas en la orilla occidental. El terreno en el lado occidental de la carretera de peaje es propiedad de National Trust y forma parte de su propiedad Stonehenge Landscape . Tiene entrada libre.

## Historia
Aunque hay evidencia de alguna actividad neolítica temprana en el sitio, la mayoría de las estructuras parecen haber sido construidas a finales del Neolítico /principios de la Edad del Bronce . En algún momento c. 2600 a. C., se construyó un gran círculo de madera. Ahora se conoce como el Círculo del Sur. El círculo estaba orientado al sureste hacia la salida del sol en el solsticio de invierno . Sus cuatro grandes círculos concéntricos de orificios para postes habrían contenido vigas en pie extremadamente grandes.
Se construyó una avenida pavimentada en una alineación ligeramente diferente, hacia la puesta del sol en el solsticio de verano, y conducía al río Avon. Esta característica es similar a la avenida Stonehenge . Un gran poste de madera yacía en esta orientación, tan lejos del círculo como la Heelstone lo está en Stonehenge.

En un momento similar, pero probablemente después de que se construyeron el círculo y la avenida, comenzó a desarrollarse un pueblo alrededor del sitio. Las excavaciones han revelado siete pisos de casas neolíticas en el lado este del banco. Algunos de estos pisos estaban ubicados debajo del banco Henge, lo que sugiere que el asentamiento fue lo primero. La densidad de algunas de las casas sugiere que hay muchos más pisos de casas debajo del campo al este del henge, a lo largo de las orillas del río Avon. Una de las casas excavadas mostró evidencia de una pared de cobb y su propio edificio auxiliar, y tenía un diseño muy similar a una casa en Skara Brae en Orkney . Las otras casas parecen haber tenido paredes sencillas de adobe y adobe . La evidencia también sugiere que las casas continuaron hacia el norte del sitio.

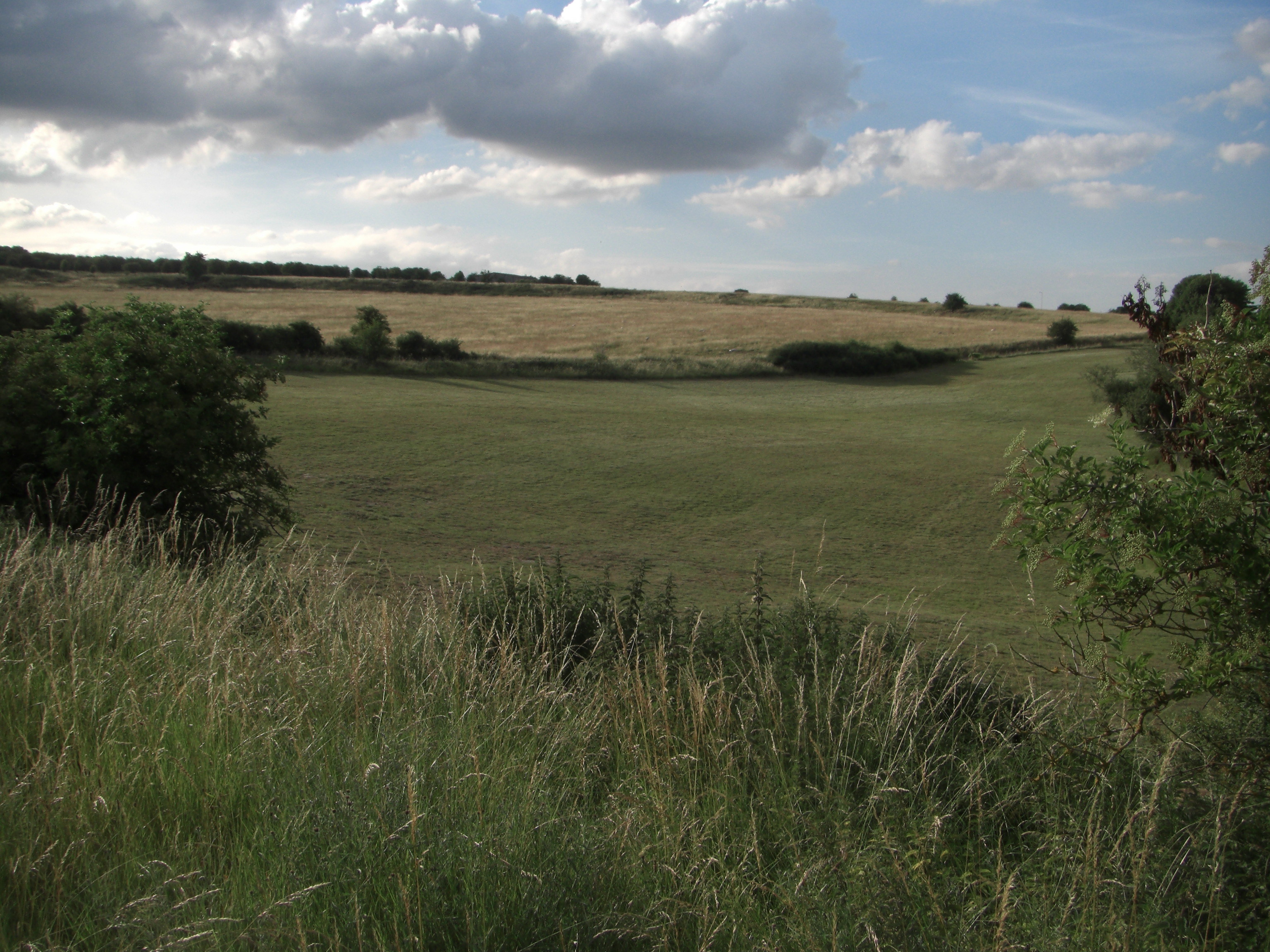
Muros de Durrington, visto desde el sur del monumento. Está atravesado aquí a la izquierda por uno de los dos caminos que ahora cruzan el yacimiento prehistórico.

Es probable que el pueblo rodeara un área grande, circular y abierta que contenía el Círculo Sur y varios recintos más pequeños. Un estudio geofísico del área a 200 metros al oeste del Círculo Sur, conocido como los recintos occidentales, mostró "un grupo de al menos seis estructuras penanulares ... dispuestas alrededor de una terraza con vista al círculo de madera y la entrada este". Una excavación reveló dos casas ubicadas dentro de empalizadas de madera y recintos con fosos que parecen haber sido mantenidos limpios. Estos pueden haber tenido ocupantes de élite o podrían haber sido santuarios, casas de culto o albergues espirituales.

Julian Thomas señala que
«En general, la evidencia de las estructuras internas en Durrington Walls no muestra que este fuera un 'lugar ritual', porque no existe tal cosa. Simplemente hay sitios en los que ha tenido lugar el ritual, y en Durrington una variedad de actos de diversos grados de ritualización, desde ritos formales hasta prácticas habituales, se entretejieron en una historia complicada, marcando momentos de crisis, transformación y rutina diaria».

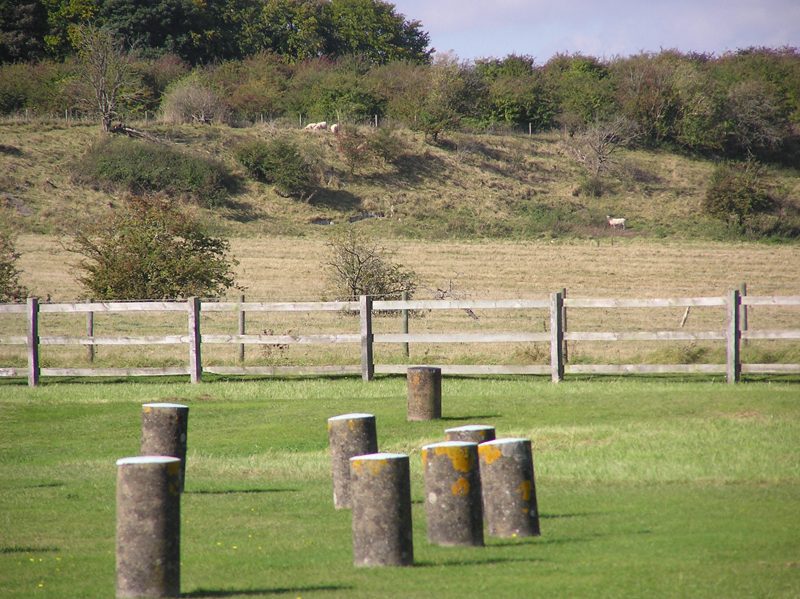
Muros de Durrington, vistos desde Woodhenge

Algún tiempo después, quizás 200 años después de que se construyó el círculo por primera vez, se agregaron otros dos anillos concéntricos y se construyó el recinto henge. Se cavó una zanja de unos 5,5 m de profundidad, y la tierra se utilizó para crear un gran banco exterior de unos 30 m de ancho y presumiblemente varios metros de alto. Se construyeron varias características del pueblo, incluidas casas y pozos de basura. El henge parece haber sido construido en una operación continua, no en fases, ya que no hay evidencia de desarrollo de suelo o césped en el banco. La zanja también parece haber sido excavada en secciones, quizás por diferentes grupos de trabajadores. Las estimaciones del número de personas necesarias para crear el henge varían de 4000 a 6000. En un momento similar, otro gran círculo de madera y henge se crearon inmediatamente al sur en Woodhenge.
Se desconoce cuándo dejó de usarse el sitio. Fue reocupado durante la Edad del Hierro, cuando se estableció un sistema de asentamiento y campo dentro del henge. También se excavó una gran zanja de drenaje sobre la entrada nororiental, posiblemente para complementar el sistema de campo.

Reconstrucción de un amanecer desde los muros de Durrington, que se produjo para un episodio especial de Time Team emitido por primera vez en 2005.

Richard Colt Hoare señaló Durrington Walls en 1810 y observó que siglos de agricultura habían dejado «su forma muy mutilada». Geoffrey Wainwright excavó la ruta del nuevo A345 en 1966. Descubrió el círculo de madera del sur de Durrington Walls, así como uno más pequeño un poco al norte.
Desde 2003, el Proyecto Stonehenge Riverside, dirigido por Mike Parker Pearson, ha llevado a cabo excavaciones anuales en Durrington Walls. Identificaba el poblado neolítico y la avenida al río.
Las fechas de radiocarbono de aproximadamente 2600 a. C. son más o menos contemporáneas con la primera fase de piedra en Stonehenge. Es probable que los constructores del monumento de piedra vivieran aquí. Parker Pearson cree que Durrington Walls era una estructura complementaria a Stonehenge, como lo demuestran las alineaciones similares de los solsticios. Sugiere que el círculo de madera en Durrington Walls representaba la vida y la tierra de los vivos, mientras que Stonehenge y los alrededores, rodeados de túmulos funerarios, representaban la tierra de los muertos. Los dos estaban conectados por el río Avon y sus respectivas avenidas. Una ruta de procesión ceremonial de uno a otro representaba la transición de la vida a la muerte.
Sin embargo, Geoff Wainwright y Timothy Darvill han cuestionado las teorías de Pearson. Sugieren que Stonehenge era un monumento a la curación y que las conexiones entre los dos monumentos eran poco probables.
Se ha interpretado que los huesos de cerdo en Durrington Walls provienen de muchos sitios diferentes de Gran Bretaña. Sin embargo, otras interpretaciones de la misma evidencia sugieren que los animales provenían de un área mucho más limitada.
En 2015, el Proyecto de Paisajes Ocultos de Stonehenge hizo un anuncio de que un estudio geofísico mostró evidencia de otro monumento que constaba de hasta 90 piedras en pie enterradas bajo los Muros de Durrington. En agosto de 2016, una excavación de un proyecto conjunto, dirigida por Parker Pearson y miembros del Proyecto de Paisajes Ocultos de Stonehenge, reveló que no hay piedras erguidas enterradas en Durrington Walls.
En cambio, los resultados del radar de penetración en el suelo habían revelado un círculo de enormes agujeros para postes, no piedras enterradas, debajo del banco henge que luego se llenó con escombros de tiza. Un arqueólogo del National Trust, el Dr. Nicola Snashall, sugirió que tan pronto como los constructores de Stonehenge abandonaron su asentamiento en el sitio, se construyó un gran monumento de madera y que más tarde, "Por alguna extraña razón, sacaron las vigas y colocaron el enorme banco y zanja que vemos hoy".
En 2020, investigadores de las universidades de St Andrews, Birmingham, Warwick, Bradford, Glasgow y la Universidad de Gales Trinity Saint David anunciaron el descubrimiento de 20 pozos en el sitio y afirmaron que habían encontrado el monumento prehistórico más grande de Gran Bretaña. Se interpretó que dos grupos de pozos, incluidos al menos siete que parecen completamente naturales, pertenecían a un 1,2 millas (1,9 km) -círculo de diámetro o circuito de grandes "ejes". El circuito rodea los Muros de Durrington, que datan del Neolítico y se estima que tienen 4.500 años. Se afirma que algunos pozos tienen más de 10 metros (10,9 yd) de diámetro y 5 metros (5,5 yd) de profundidad. El reclamo fue respaldado mediante el uso de un estudio geofísico. La lenta acumulación de sedimentos dentro de algunos pozos sugiere que fueron excavados y luego dejados abiertos.
Una investigación adicional realizada por un equipo dirigido por Vincent Gaffney en 2021 concluyó que los pozos fueron hechos por humanos y no características naturales. Las pruebas de luminiscencia estimuladas ópticamente revelaron que el suelo dentro de los pozos no había estado expuesto a la luz del día desde el 2400 a. El examen de los pozos demostró que estuvieron en uso desde el Neolítico tardío hasta la Edad del Bronce medio. Gaffney describió los pozos como «la estructura prehistórica más grande encontrada en Gran Bretaña».